# Wendy Williams (Wasserspringerin)
Wendy Lian Williams, später Chaya Grace Champion, (* 14. Juni 1967 in St. Louis) ist eine ehemalige Turmspringerin aus den Vereinigten Staaten. Sie gewann bei Olympischen Spielen und Weltmeisterschaften je eine Bronzemedaille.

## Karriere
Wendy Williams war fünffache Meisterin der Vereinigten Staaten und trat zwischen 1984 und 1991 international an. 1989 gewann die Studentin der University of Miami die College-Meisterschaft vom 10-Meter-Turm.
Bei den Olympischen Spielen 1988 in Seoul gewann die Chinesin Xu Yanmei vor Michele Mitchell aus den Vereinigten Staaten. Dahinter erhielt Wendy Williams die Bronzemedaille. Drei Jahre später bei den Weltmeisterschaften 1991 in Perth siegte die Chinesin Fu Mingxia vor der Russin Jelena Miroschina, Wendy Williams ersprang erneut die Bronzemedaille. Anfang 1992 beendete Williams nach einer Rückenverletzung ihre aktive Karriere.
Wendy Williams hatte einige Jahre nebenher als Model gearbeitet. Nach ihrer Rückenverletzung schloss sie ihr Studium ab und wurde Masseurin. Sie arbeitete zunächst in Hawaii und dann mit ihrem Mann in Virginia.